# Казановский, Виктор Иванович
Ви́ктор Ива́нович Казано́вский (? — 21 марта 1919, Киев) — российский биолог, фитопатолог, миколог, альголог.

## Биография
Выпускник Императорского университета Святого Владимира в Киеве.
Был оставлен в альма матер, где преподавал в качестве приват-доцента, читал курс систематики споров растений.
Позже, был преподавателем Высших женских курсов, заведующим микологического отдела Киевской станции по борьбе с вредителями растений Южнорусского общества поощрения земледелия и сельской промышленности; заведующим Днепровской биологической станции (ныне Институт гидробиологии НАН Украины, Киев, 1912—1919).
Член аграрного отдела Киевской губернской земской управы.
В начале 1910-х входил в киевскую ложу «Заря», работавшей в союзе Великого востока народов России.

## Научная деятельность
Изучал систематику и цитологию водорослей (род Spirogyra, описал 2 новых вида) и грибов (развитие Aphanomyces laevis De Bary), морфологию и цитологию Saprolegniaceae, грибы, в частности, паразиты, Подольской и Киевской губерний.

### Избранные труды
- Значение изучения грибных болезней для сельского хозяйства // Хозяйство. 1911. № 24;
- О вредных для сельского хозяйства грибках, портящих картофель, капусту и хлебные растения с указанием как бороться с ними. К., 1912;
- Материалы к флоре водорослей окрестности Киева. I. Род Spirogyra // Труды Днепров. биол. станции Киев. общества любителей природы. К., 1914. Т. 1 (в соавт.);
- Развитие грибных болезней сельскохозяйственных растений весною 1915 г. // Хозяйство. 1915. № 10.